# 通淮宮
通淮宮位於基隆，民國38年（1949年）開宮，一開始是幾位小童於山谷中內發現神像數座，於是當地居民便在崖壁邊逕行設壇朝供，期間屢遭當地教會百般刁難，但當地民眾結合耆老、仕紳，仍極力爭取開宮建廟成功。

## 傳說
建廟完成後，某日風雨驟至，路人過客紛紛奔至通淮宮內躲雨，突然看見成群蝴蝶蝶圍遶神像周圍飛舞，一旁另有一躲雨香客，突如神靈降乩，口中喃喃自唸，眾人驚訝，無法解釋，隨即請出當地里長請乩童起乩詢問神明何事事，方才得知當初山谷發現的神像乃是關聖帝君—關羽，而且是從福建泉州的通淮關廟而來，眾人不禁詑異，更感神蹟赫赫，之後宮廟遂重定以「通淮」為廟名，又因蝶群環繞神像，因之又將之稱為「蝶仔公廟」。目前現有建築是民國72年（1983年）翻修，為基隆地區香火極盛的一間廟宇，同時也是當地民眾的重要信仰。

## 各樓供奉神祇
- 一樓：主殿關聖帝君，偏殿魁斗星君、地藏王菩薩
- 二樓：主殿開漳聖王，偏殿天上聖母、文昌帝君
- 三樓：主殿三教教主，偏殿藥師佛、佛陀

## 交通
第二高速公路基隆段中和路交流道下，右轉續行中和路-->新西街-->西定路-->聖心高中-->進入西定路80巷至底左轉即到達。

## 外部連結
- 基隆市通淮宮 （页面存档备份，存于）
- 基隆市通淮宮facebook